# Cercopitec de Dent
El cercopitec de Dent (Cercopithecus denti) és un mico del Vell Món de la família dels cercopitècids. Viu a la República Democràtica del Congo, la República del Congo, Ruanda, l'oest d'Uganda i la República Centreafricana. Anteriorment se'l considerava una subespècie del cercopitec de Wolf (C. wolfi).
Aquest tàxon fou anomenat en honor de l'explorador britànic R. E. Dent.